# Parafia Narodzenia Najświętszej Marii Panny w Smolnicy
Parafia pw. Narodzenia Najświętszej Marii Panny w Smolnicy – parafia rzymskokatolicka, należąca do dekanatu Dębno, archidiecezji szczecińsko-kamieńskiej, metropolii szczecińsko-kamieńskiej.

## Historia parafii
W latach 1945–1957 Smolnica należała do parafii pw. św. Antoniego w Dębnie, gdzie znajdował się najbliższy kościół. Kaplicę pw. Narodzenia Najświętszej Maryi Panny w Smolnicy poświęcono 8 września 1957 r. i tutaj od tej pory odbywały się nabożeństwa celebrowane przez księży z Dębna. W 1974 r. miejscowość została przydzielona do nowo erygowanej parafii Świętych Apostołów Piotra i Pawła w Dębnie. Odbudowanie XIII-wiecznego kościoła w latach 1983-1984 umożliwiło starania o utworzenie własnej parafii w Smolnicy, która została erygowana 31 grudnia 1986 r. (na mocy dekretu biskupa szczecińsko-kamieńskiego Kazimierza Majdańskiego z dnia 22 grudnia 1986 r.)
Pierwszym administratorem parafii został ks. proboszcz parafii pw. św. Ap. Piotra i Pawła w Dębnie, Witold Citko SDB. W 1990 r. proboszczem parafii został ksiądz Stanisław Helak, kapłan diecezjalny, który był pierwszym księdzem rezydującym na stałe w Smolnicy. W 1994 r. oddano do użytku dom parafialny (plebanię). W tym też roku kolejnym proboszczem został ksiądz Cezary Mroczek, jego następcą w latach 2007 - 2017 był ksiądz Witold Seredyński. Od 2017 r.  proboszczem parafii  jest ksiądz Marek Romańczuk. 

## Miejsca święte

### Kościół parafialny
XIII-wieczny kościół został zbombardowany w 1945 r. (pozostały mury obwodowe i wieża bez zwieńczenia). Od 1957 r. jako kościół funkcjonował przerobiony na cele liturgiczne budynek po drugiej stronie ulicy. W latach 1983–84 mieszkańcy odbudowali zabytkowy kościół pod nadzorem salezjanina ks. Wiesława Dąbrowskiego. Konsekrowany 08.12.1984 r.

## Obszar parafii

### Miejscowości i ulice
W granicach parafii znajdują się miejscowości:
- Smolnica,
- Hajnówka,
- Grzymiradz,
- Choszczówko.

## Duszpasterze

### Proboszczowie
- ks. Witold Citko SDB (1986-1990), administrator
- ks. Stanisław Andrzej Helak (1990-1995)
- ks. Cezary Mroczek (1995-2007)
- ks. Witold Seredyński (2007-2017)
- ks. Marek Romańczuk (od 2017)

## Działalność parafialna

### Wspólnoty parafialne
Przy parafii swoją działalność prowadzą: 
- Żywy Różaniec,
- Grupa Charytatywna,
- schola,
- Oaza Dzieci Bożych.